# Lodewijk Hendrik van Nassau-Dillenburg
Lodewijk Hendrik van Nassau-Dillenburg (Saarbrücken, 9 mei 1594 – Dillenburg, 12 juli 1662) was van 1623 tot 1652 graaf en van 1652 tot aan zijn dood vorst van Nassau-Dillenburg. Hij behoorde tot het huis Nassau-Dillenburg.

## Levensloop
Lodewijk Hendrik was de zesde, maar oudst overlevende zoon van graaf George van Nassau-Dillenburg uit diens eerste huwelijk met Anna Amalia, dochter van graaf Filips III van Nassau-Saarbrücken. Hij werd onderwezen aan de hofschool in Dillenburg en de Hogeschool van Herborn. Daarna ondernam hij tussen 1607 en 1610 een grand tour door Frankrijk en de Republiek der Zeven Verenigde Nederlanden. In de Nederlanden liet Maurits van Oranje hem een militaire opleiding volgen. Reeds in 1614 maakte hij deel uit van de troepen die de door de Spanjaarden belegerde stad Emmerik ontzette.
In 1623 werd Lodewijk Hendrik samen met zijn broer Albrecht graaf van Nassau-Dillenburg. Nadat Albrecht in 1626 overleed, regeerde hij alleen.
Ten tijde van zijn troonsbestijging had keizer Ferdinand II Nassau-Dillenburg en Nassau-Hadamar in de rijksban geplaatst, zogezegd omdat ze Frederik V van de Palts gesteund hadden, die tijdens de Boheemse Opstand tot koning van Bohemen werd verkozen. De landerijen van deze graafschappen zouden aan Jan VIII van Nassau-Siegen vallen, die zich tot het katholicisme had bekeerd, maar door de bemoeienissen van onder andere Johan Lodewijk van Nassau-Hadamar werd dit niet uitgevoerd. De militaire bezetting van Nassau vanaf 1622 zorgde er echter voor dat zijn landerijen zwaar belast werden. Daarom was Lodewijk Hendriks belangrijkste taak het herstellen van deze schade, een opdracht die hij vooral overliet aan jurist en professor Philipp Heinrich Hoen, tevens lid van de Geheimraad. Hoen leidde ook het graafschap tijdens de lange afwezigheden van Lodewijk Hendrik en verdedigde de belangen van Nassau bij de onderhandelingen voor de Vrede van Westfalen.
Tijdens de Dertigjarige Oorlog was Lodewijk Hendrik een bondgenoot van de Protestantse Unie en steunde hij koning Gustaaf II Adolf van Zweden, aan wie hij een infanterie- en cavalerieregiment ter beschikking stelde. Zijn troepen onderscheidden zich tijdens verschillende veldslagen en ook Lodewijk Hendrik vertoonde veel dapperheid. Hij maakte vooral veel indruk bij bestormingen van verstevigde steden en vestingen, zoals de inname van Braunfels in 1635.
Toen hetzelfde jaar de oorlogskansen van de Zweden begonnen te keren, sloot Lodewijk Hendrik zich aan bij het keizerlijke leger, waar hij de rang van officier droeg. Hij verenigde zijn troepen met die van landgraaf George II van Hessen-Darmstadt en marcheerde in 1637 als generaal-veldwachtmeester naar Saksen. Hij genoot steeds meer keizerlijke gunst en werd in 1652 met zijn nakomelingen in de rijksvorstenstand verheven. In 1654 werd hij door keizer Ferdinand III tevens opgenomen in de Rijksvorstenraad.
In 1649 stierf zijn belangrijkste adviseur Hoen. Vervolgens voerde Lodewijk Hendrik een absolutistische, maar weinig effectieve politiek. Hij probeerde bijvoorbeeld het herstel van de tijdens de oorlog zwaar getroffen plattelandsschool van Herborn te ondersteunen, maar verloor uiteindelijk zijn interesse in dit project.
Lodewijk Hendrik overleed in juli 1662, op 68-jarige leeftijd, en werd op 27 augustus bijgezet in de grafkelder in de Evangelische Stadskerk in Dillenburg. Hij werd als vorst van Nassau-Dillenburg opgevolgd door zijn kleinzoon Hendrik, de zoon van zijn reeds overleden zoon George Lodewijk.

## Huwelijken en nakomelingen
Lodewijk Hendrik was driemaal gehuwd. In 1615 huwde hij met Catharina (1588-1651), de jongste dochter van graaf Lodewijk I van Sayn-Wittgenstein. Ze kregen vijftien kinderen:
- Anna Amalia (1616-1649), huwde eerst in 1638 met graaf Filips Lodewijk van Wied en daarna in 1646 met graaf Christiaan van Sayn-Wittgenstein
- George Lodewijk (1618-1656), erfprins van Nassau-Dillenburg
- Elisabeth (1619-1665)
- Juliana (1620-1622)
- Albrecht (1621-1622)
- Catharina (1622-1631)
- Louise (1623-1665), huwde in 1646 met graaf Johan Lodewijk van Isenburg-Offenbach
- een doodgeboren dochter (1624)
- Hendrik (1626-1627)
- Magdalena (1628-1663), huwde in 1662 met graaf Christiaan Maurits van Isenburg-Offenbach
- Adolf (1629-1676), graaf van Nassau-Schaumburg
- Filips (1630-1657), gesneuveld
- een doodgeboren tweeling (1631)
- Maria Eleonora (1632-1633)

Na de dood van zijn eerste echtgenote hertrouwde Lodewijk Hendrik in 1653 met Elisabeth (1593-1656), dochter van graaf Adolf Hendrik van Salm-Dhaun. Omdat beide echtelieden al ouder dan zestig waren, bleef het huwelijk kinderloos.
In 1656 huwde hij met zijn derde echtgenote, zijn nicht Sophia Magdalena (1622-1658), een dochter van zijn oom Johan Lodewijk van Nassau-Hadamar. Ze stierf kort na de geboorte van een tweeling. Ze kregen volgende kinderen:
- August (1657-1680)
- Karel (1658-1659)
- Lodewijk (1658)